# Lungotevere De' Cenci
Il lungotevere De' Cenci è il tratto di lungotevere che collega ponte Garibaldi al ponte Fabricio, a Roma, nei rioni Regola e Sant'Angelo.
Il lungotevere prende nome dalla famiglia dei Cenci, che negli immediati pressi, sul Monte dei Cenci, aveva le proprie abitazioni e che fu protagonista di una tragica vicenda della Roma rinascimentale.
Si trova tra il Campidoglio e l'Isola Tiberina; tra i principali monumenti, vi sono il moderno Tempio Maggiore di Roma, a cui è annesso il museo della comunità ebraica di Roma; all'angolo con via del Tempio è sito il villino Astengo, in stile liberty, realizzato nel 1914 su progetto di Ezio Garroni e con decorazioni di Giuseppe Zina.